# Richard Wainwright (polityk)
Richard Scurrah Wainwright (ur. 11 kwietnia 1918, zm. 16 stycznia 2003) – brytyjski polityk Partii Liberalnej, deputowany Izby Gmin.

## Działalność polityczna
W okresie od 31 marca 1966 do 18 czerwca 1970 i od 28 lutego 1974 do 11 czerwca 1987 reprezentował okręg wyborczy Colne Valley w brytyjskiej Izbie Gmin.